# سی‌وایز بزرگ

تصویر مقایسه سی‌وایز، امپایر استیت، کشتی هوایی هیندنبورگ و تعدادی دیگر:
ساختمان پنتاگون, ۴۳۱ متر
کشتی تفریحی کوئین ماری ۲, ۳۴۵ متر
یواس‌اس اینترپرایز, ۳۴۲ متر
کشتی هوایی هیندنبورگ, ۲۴۵ متر
ناو یاماموتو, ۲۶۳ متر
ساختمان امپایر استیت, ۴۴۳ متر
سی‌وایز بزرگ, ۴۵۸ متر

سی‌وایز بزرگ (به انگلیسی: Seawise Giant) یک کشتی بود که طول آن ۴۵۸٫۴۵ متر (۱٬۵۰۴٫۱۰ فوت) بود. این کشتی در سال ۱۹۷۹ توسط صنایع سنگین سومیتومو ساخته شد. این کشتی در سال  ٢٠٠٩ بازنشسته شد و  در سال ٢٠١٠ اوراق گردید.